# Шенгельши
Шенгельши (каз. Шенгелші, до 199? г. — 30 лет Казахской ССР) — село в Мугалжарском районе Актюбинской области Казахстана. Входит в состав Кумжарганского сельского округа. Код КАТО — 154851500.

## Население
В 1999 году население села составляло 432 человека (243 мужчины и 189 женщин). По данным переписи 2009 года, в селе проживало 413 человек (221 мужчина и 192 женщины).